# Ruta 307 (Costa Rica)
La Ruta 307, oficialmente Ruta Nacional Terciaria 307, es una ruta nacional de Costa Rica ubicada en las provincias de San José y Heredia.

## Descripción
En la provincia de San José, la ruta atraviesa el cantón de Vázquez de Coronado (los distritos de San Rafael, Dulce Nombre de Jesús, Cascajal), el cantón de Moravia (el distrito de San Jerónimo).
En la provincia de Heredia, la ruta atraviesa el cantón de Santo Domingo (el distrito de Paracito).